# Axius stirhynchus
Axie stirhynque
Espèce
Axius stirhynchus, l’Axie stirhynque, est une espèce de crustacés décapodes de la famille des Axiidae.

## Description
La longueur totale varie de 33 mm à 70 mm chez les femelles et de 61 à 63 mm chez les mâles, la longueur maximale observée étant de 72 mm. Les premières paires de pinces sont plus fortes chez le mâle que chez la femelle ; elles sont de taille inégale, la plus grosse pince pouvant être aussi bien celle de gauche que celle de droite. Les individus adultes ont une coloration générale uniforme légèrement grisâtre, rosée, orangée ou brun-rouge pâle.
Le rostre est triangulaire, avec une marge armée, s'étendant jusqu'à la région gastrique. La marge antérolatérale de la carapace est non armée. La région gastrique est légèrement convexe ; une courte carène médiane et deux courtes carènes sub-médianes sont présentes ; le sillon cervical est bien défini sur toute sa longueur. Les plèvres abdominales sont arrondies ventralement, celles du somite 2 étant les plus larges, celles des somites 3-5 portant des touffes latérales de soies. Le telson est plus long que large avec des épines dorsales ; la bordure postérieure est convexe avec une épine médiane.
Il est possible de les confondre avec les callianassidés (comme par exemple Pestarella tyrrhena)  mais ces derniers n'ont pas de rostre et ont donc des yeux plus rapprochés que ceux d'A. styrhynchus. Les callianassidés présentent par ailleurs un rétrécissement très marqué du corps au niveau du 1er segment abdominal et un abdomen très plat. Leur couleur est souvent plutôt blanchâtre-grisâtre, avec les pinces rosées.

## Répartition
D'après Katsushi Sakai (d) (2011) l'espèce a été répertoriée dans les localités suivantes :
- côtes Atlantiques et Manche : Angleterre (Sidmouth, Weymouth, Cornouailles, Falmouth, Polperro, Plymouth, Seaford) ; Irlande, Îles Anglo-Normandes ; côtes de France (dont Roscoff) ;
- Méditerranée : (Marseille, Nice, Golfe de Naples) ; Adriatique (Piran).

## Habitat
L'espèce se rencontre de préférence aux faibles profondeurs, dans les zones sableuses, mais aussi depuis le bas de l'estran jusqu'à −34 m de profondeur, dans différents types de sédiments tels que les graviers coquilliers, le sable vaseux, parmi les laminaires et dans les herbiers de zostères.

## Systématique
Le nom valide complet (avec auteur) de ce taxon est Axius stirhynchus Leach, 1816,.
Axius stirynchus est l'orthographe originale, considérée par l'ICZN comme une faute d'orthographe (orthographe originale incorrecte), corrigée en 1964 dans l'opinion 712. La localité type est Sidmouth en Angleterre.
Ce taxon porte en français le nom vernaculaire ou normalisé suivant : Axie stirhynque.
Axius stirhynchus a pour synonymes :
- Axia stirynchis Leach, 1816
- Axiopsis mediterranea Caroli, 1921
- Axius stirynchus Leach, 1816 (graphie originale considérée incorrecte)

### Publication originale
- (en) William Elford Leach, Malacostraca Podophthalmata Britanniae : or descriptions of such British species of the Linnean genus Cancer as have their eyes elevated on footstalks, Londres, John Sowerby, 1815, 250 p. (lire en ligne), p. 170.